# Gran Premio di superbike d'Aragona 2020
Il Gran Premio di superbike d'Aragona 2020 è stato la quarta prova su otto del campionato mondiale Superbike 2020, disputato il 29 e 30 agosto sul circuito di Aragón. La vittoria di gara 1 è andata al britannico Scott Redding, mentre Jonathan Rea ha conquistato la vittoria nella gara Superpole e in gara 2. Le due gare valide per il campionato mondiale Supersport hanno visto ancora una volta vincitore l'italiano Andrea Locatelli, mentre le gare del mondiale Supersport 300 sono state vinte entrambe da Jeffrey Buis.

## Risultati

### Superbike Gara 1

#### Arrivati al traguardo
| Pos. | Nº | Pilota                | Squadra                  | Motocicletta         | Giri | Tempo     | Griglia | Punti |
| ---- | -- | --------------------- | ------------------------ | -------------------- | ---- | --------- | ------- | ----- |
| 1º   | 45 | Scott Redding         | Aruba.it Racing - Ducati | Ducati Panigale V4 R | 18   | 33'23.739 | 3º      | 25    |
| 2º   | 7  | Chaz Davies           | Aruba.it Racing - Ducati | Ducati Panigale V4 R | 18   | +0.304    | 9º      | 20    |
| 3º   | 1  | Jonathan Rea          | Kawasaki Racing          | Kawasaki ZX-10RR     | 18   | +2.123    | 1º      | 16    |
| 4º   | 21 | Michael Ruben Rinaldi | Team Goeleven            | Ducati Panigale V4 R | 18   | +7.453    | 5º      | 13    |
| 5º   | 60 | Michael van der Mark  | Pata Yamaha              | Yamaha YZF R1        | 18   | +8.365    | 8º      | 11    |
| 6º   | 54 | Toprak Razgatlıoğlu   | Pata Yamaha              | Yamaha YZF R1        | 18   | +18.851   | 11º     | 10    |
| 7º   | 76 | Loris Baz             | Ten Kate Racing Yamaha   | Yamaha YZF R1        | 18   | +20.226   | 2º      | 9     |
| 8º   | 12 | Xavi Forés            | Kawasaki Puccetti Racing | Kawasaki ZX-10RR     | 18   | +26.971   | 13º     | 8     |
| 9º   | 64 | Federico Caricasulo   | GRT Yamaha               | Yamaha YZF R1        | 18   | +27.054   | 16º     | 7     |
| 10º  | 91 | Leon Haslam           | Team HRC                 | Honda CBR1000RR-R    | 18   | +29.283   | 6º      | 6     |
| 11º  | 36 | Leandro Mercado       | Motocorsa Racing         | Ducati Panigale V4 R | 18   | +30.270   | 15º     | 5     |
| 12º  | 20 | Sylvain Barrier       | Brixx Performance        | Ducati Panigale V4 R | 18   | +40.070   | 20º     | 4     |
| 13º  | 40 | Román Ramos           | Outdo Kawasaki – TPR     | Kawasaki ZX-10RR     | 18   | +42.267   | 21º     | 3     |
| 14º  | 33 | Marco Melandri        | Barni Racing             | Ducati Panigale V4 R | 18   | +54.075   | 19º     | 2     |
| 15º  | 13 | Takumi Takahashi      | MIE Racing Althea Honda  | Honda CBR1000RR-R    | 18   | +57.737   | 22º     | 1     |
| 16º  | 50 | Eugene Laverty        | BMW Motorrad             | BMW S1000 RR         | 18   | +59.805   | 18º     |       |
| 17º  | 63 | Lorenzo Gabellini     | MIE Racing Althea Honda  | Honda CBR1000RR-R    | 18   | +1'22.202 | 23º     |       |

#### Ritirati
| Nº | Pilota             | Squadra                  | Motocicletta      | Giri | Griglia |
| -- | ------------------ | ------------------------ | ----------------- | ---- | ------- |
| 77 | Maximilian Scheib  | Orelac Racing Verdnatura | Kawasaki ZX-10RR  | 13   | 12º     |
| 19 | Álvaro Bautista    | Team HRC                 | Honda CBR1000RR-R | 12   | 7º      |
| 31 | Garrett Gerloff    | GRT Yamaha               | Yamaha YZF R1     | 6    | 10º     |
| 22 | Alex Lowes         | Kawasaki Racing          | Kawasaki ZX-10RR  | 4    | 4º      |
| 66 | Tom Sykes          | BMW Motorrad             | BMW S1000 RR      | 4    | 14º     |
| 23 | Christophe Ponsson | Nuova M2 Racing          | Aprilia RSV4 1000 | 2    | 17º     |

### Superbike Gara Superpole

#### Arrivati al traguardo
| Pos. | Nº | Pilota                | Squadra                  | Motocicletta         | Giri | Tempo     | Griglia | Punti |
| ---- | -- | --------------------- | ------------------------ | -------------------- | ---- | --------- | ------- | ----- |
| 1º   | 1  | Jonathan Rea          | Kawasaki Racing          | Kawasaki ZX-10RR     | 10   | 18'22.815 | 1º      | 12    |
| 2º   | 45 | Scott Redding         | Aruba.it Racing - Ducati | Ducati Panigale V4 R | 10   | +2.635    | 3º      | 9     |
| 3º   | 60 | Michael van der Mark  | Pata Yamaha              | Yamaha YZF R1        | 10   | +4.041    | 8º      | 7     |
| 4º   | 19 | Álvaro Bautista       | Team HRC                 | Honda CBR1000RR-R    | 10   | +5.560    | 7º      | 6     |
| 5º   | 7  | Chaz Davies           | Aruba.it Racing - Ducati | Ducati Panigale V4 R | 10   | +5.976    | 9º      | 5     |
| 6º   | 22 | Alex Lowes            | Kawasaki Racing          | Kawasaki ZX-10RR     | 10   | +6.232    | 4º      | 4     |
| 7º   | 54 | Toprak Razgatlıoğlu   | Pata Yamaha              | Yamaha YZF R1        | 10   | +7.094    | 11º     | 3     |
| 8º   | 21 | Michael Ruben Rinaldi | Team Goeleven            | Ducati Panigale V4 R | 10   | +7.589    | 5º      | 2     |
| 9º   | 76 | Loris Baz             | Ten Kate Racing Yamaha   | Yamaha YZF R1        | 10   | +7.909    | 2º      | 1     |
| 10º  | 91 | Leon Haslam           | Team HRC                 | Honda CBR1000RR-R    | 10   | +11.399   | 6º      |       |
| 11º  | 64 | Federico Caricasulo   | GRT Yamaha               | Yamaha YZF R1        | 10   | +13.204   | 16º     |       |
| 12º  | 12 | Xavi Forés            | Kawasaki Puccetti Racing | Kawasaki ZX-10RR     | 10   | +14.430   | 13º     |       |
| 13º  | 31 | Garrett Gerloff       | GRT Yamaha               | Yamaha YZF R1        | 10   | +16.096   | 10º     |       |
| 14º  | 77 | Maximilian Scheib     | Orelac Racing Verdnatura | Kawasaki ZX-10RR     | 10   | +16.266   | 12º     |       |
| 15º  | 66 | Tom Sykes             | BMW Motorrad             | BMW S1000 RR         | 10   | +17.958   | 14º     |       |
| 16º  | 50 | Eugene Laverty        | BMW Motorrad             | BMW S1000 RR         | 10   | +23.574   | 18º     |       |
| 17º  | 33 | Marco Melandri        | Barni Racing             | Ducati Panigale V4 R | 10   | +24.169   | 19º     |       |
| 18º  | 20 | Sylvain Barrier       | Brixx Performance        | Ducati Panigale V4 R | 10   | +26.146   | 20º     |       |
| 19º  | 40 | Román Ramos           | Outdo Kawasaki – TPR     | Kawasaki ZX-10RR     | 10   | +26.790   | 21º     |       |
| 20º  | 13 | Takumi Takahashi      | MIE Racing Althea Honda  | Honda CBR1000RR-R    | 10   | +39.799   | 22º     |       |
| 21º  | 63 | Lorenzo Gabellini     | MIE Racing Althea Honda  | Honda CBR1000RR-R    | 10   | +1'08.958 | 23º     |       |

#### Non classificato
| Nº | Pilota             | Squadra         | Motocicletta      | Giri | Griglia |
| -- | ------------------ | --------------- | ----------------- | ---- | ------- |
| 23 | Christophe Ponsson | Nuova M2 Racing | Aprilia RSV4 1000 | 10   | 17º     |

#### Ritirato
| Nº | Pilota          | Squadra          | Motocicletta         | Giri | Griglia |
| -- | --------------- | ---------------- | -------------------- | ---- | ------- |
| 36 | Leandro Mercado | Motocorsa Racing | Ducati Panigale V4 R | 0    | 15º     |

### Superbike Gara 2

#### Arrivati al traguardo
| Pos. | Nº | Pilota                | Squadra                  | Motocicletta         | Giri | Tempo     | Griglia | Punti |
| ---- | -- | --------------------- | ------------------------ | -------------------- | ---- | --------- | ------- | ----- |
| 1º   | 1  | Jonathan Rea          | Kawasaki Racing          | Kawasaki ZX-10RR     | 18   | 33'18.756 | 1º      | 25    |
| 2º   | 7  | Chaz Davies           | Aruba.it Racing - Ducati | Ducati Panigale V4 R | 18   | +1.280    | 5º      | 20    |
| 3º   | 19 | Álvaro Bautista       | Team HRC                 | Honda CBR1000RR-R    | 18   | +3.599    | 4º      | 16    |
| 4º   | 45 | Scott Redding         | Aruba.it Racing - Ducati | Ducati Panigale V4 R | 18   | +5.445    | 2º      | 13    |
| 5º   | 21 | Michael Ruben Rinaldi | Team Goeleven            | Ducati Panigale V4 R | 18   | +6.687    | 8º      | 11    |
| 6º   | 60 | Michael van der Mark  | Pata Yamaha              | Yamaha YZF R1        | 18   | +9.561    | 3º      | 10    |
| 7º   | 91 | Leon Haslam           | Team HRC                 | Honda CBR1000RR-R    | 18   | +20.911   | 10º     | 9     |
| 8º   | 54 | Toprak Razgatlıoğlu   | Pata Yamaha              | Yamaha YZF R1        | 18   | +21.248   | 7º      | 8     |
| 9º   | 22 | Alex Lowes            | Kawasaki Racing          | Kawasaki ZX-10RR     | 18   | +21.399   | 6º      | 7     |
| 10º  | 31 | Garrett Gerloff       | GRT Yamaha               | Yamaha YZF R1        | 18   | +21.717   | 11º     | 6     |
| 11º  | 12 | Xavi Forés            | Kawasaki Puccetti Racing | Kawasaki ZX-10RR     | 18   | +21.809   | 13º     | 5     |
| 12º  | 66 | Tom Sykes             | BMW Motorrad             | BMW S1000 RR         | 18   | +22.012   | 14º     | 4     |
| 13º  | 64 | Federico Caricasulo   | GRT Yamaha               | Yamaha YZF R1        | 18   | +25.244   | 15º     | 3     |
| 14º  | 50 | Eugene Laverty        | BMW Motorrad             | BMW S1000 RR         | 18   | +30.088   | 17º     | 2     |
| 15º  | 77 | Maximilian Scheib     | Orelac Racing Verdnatura | Kawasaki ZX-10RR     | 18   | +36.546   | 12º     | 1     |
| 16º  | 20 | Sylvain Barrier       | Brixx Performance        | Ducati Panigale V4 R | 18   | +49.074   | 19º     |       |
| 17º  | 23 | Christophe Ponsson    | Nuova M2 Racing          | Aprilia RSV4 1000    | 18   | +55.511   | 16º     |       |
| 18º  | 13 | Takumi Takahashi      | MIE Racing Althea Honda  | Honda CBR1000RR-R    | 18   | +1'00.754 | 21º     |       |
| 19º  | 63 | Lorenzo Gabellini     | MIE Racing Althea Honda  | Honda CBR1000RR-R    | 18   | +1'35.650 | 22º     |       |

#### Ritirati
| Nº | Pilota         | Squadra                | Motocicletta         | Giri | Griglia |
| -- | -------------- | ---------------------- | -------------------- | ---- | ------- |
| 40 | Román Ramos    | Outdo Kawasaki – TPR   | Kawasaki ZX-10RR     | 17   | 20º     |
| 33 | Marco Melandri | Barni Racing           | Ducati Panigale V4 R | 10   | 18º     |
| 76 | Loris Baz      | Ten Kate Racing Yamaha | Yamaha YZF R1        | 4    | 9º      |

### Supersport Gara 1

#### Arrivati al traguardo
| Pos. | Nº | Pilota                  | Squadra                       | Motocicletta     | Giri | Tempo     | Griglia | Punti |
| ---- | -- | ----------------------- | ----------------------------- | ---------------- | ---- | --------- | ------- | ----- |
| 1º   | 55 | Andrea Locatelli        | Bardahl Evan Bros.            | Yamaha YZF R6    | 15   | 28'49.314 | 1º      | 25    |
| 2º   | 16 | Jules Cluzel            | GMT94 Yamaha                  | Yamaha YZF R6    | 15   | +3.221    | 4º      | 20    |
| 3º   | 5  | Philipp Öttl            | Kawasaki Puccetti Racing      | Kawasaki ZX-6R   | 15   | +5.206    | 2º      | 16    |
| 4º   | 3  | Raffaele De Rosa        | MV Agusta Reparto Corse       | MV Agusta F3 675 | 15   | +6.387    | 6º      | 13    |
| 5º   | 44 | Lucas Mahias            | Kawasaki Puccetti Racing      | Kawasaki ZX-6R   | 15   | +10.563   | 3º      | 11    |
| 6º   | 4  | Steven Odendaal         | EAB Ten Kate Racing           | Yamaha YZF R6    | 15   | +14.968   | 14º     | 10    |
| 7º   | 32 | Isaac Viñales           | Kallio Racing                 | Yamaha YZF R6    | 15   | +14.980   | 7º      | 9     |
| 8º   | 81 | Manuel González         | Kawasaki ParkinGO             | Kawasaki ZX-6R   | 15   | +15.507   | 16º     | 8     |
| 9º   | 99 | Danny Webb              | WRP Wepol Racing              | Yamaha YZF R6    | 15   | +15.622   | 11º     | 7     |
| 10º  | 94 | Corentin Perolari       | GMT94 Yamaha                  | Yamaha YZF R6    | 15   | +24.848   | 9º      | 6     |
| 11º  | 12 | Alejandro Ruiz Carranza | Emperador Racing              | Yamaha YZF R6    | 15   | +28.292   | 13º     | 5     |
| 12º  | 22 | Federico Fuligni        | MV Agusta Reparto Corse       | MV Agusta F3 675 | 15   | +28.639   | 12º     | 4     |
| 13º  | 61 | Can Öncü                | Turkish Racing                | Kawasaki ZX-6R   | 15   | +29.338   | 10º     | 3     |
| 14º  | 6  | María Herrera           | Altogoo Racing                | Yamaha YZF R6    | 15   | +41.500   | 20º     | 2     |
| 15º  | 52 | Patrick Hobelsberger    | Dynavolt Honda                | Honda CBR600RR   | 15   | +41.565   | 18º     | 1     |
| 16º  | 9  | Galang Hendra Pratama   | bLU cRU WorldSSP by MS Racing | Yamaha YZF R6    | 15   | +42.531   | 25º     |       |
| 17º  | 78 | Hikari Ōkubo            | Dynavolt Honda                | Honda CBR600RR   | 15   | +42.566   | 17º     |       |
| 18º  | 47 | Axel Bassani            | Soradis Yamaha Motoxracing    | Yamaha YZF R6    | 15   | +46.602   | 15º     |       |
| 19º  | 84 | Loris Cresson           | Oxxo Yamaha Team Toth         | Yamaha YZF R6    | 15   | +54.928   | 21º     |       |
| 20º  | 25 | Andy Verdoïa            | bLU cRU WorldSSP by MS Racing | Yamaha YZF R6    | 15   | +59.339   | 23º     |       |
| 21º  | 2  | Luigi Montella          | DK Motorsport                 | Yamaha YZF R6    | 15   | +1'01.699 | 22º     |       |

#### Ritirati
| Nº | Pilota            | Squadra               | Motocicletta   | Giri | Griglia |
| -- | ----------------- | --------------------- | -------------- | ---- | ------- |
| 38 | Hannes Soomer     | Kallio Racing         | Yamaha YZF R6  | 11   | 5º      |
| 43 | Stefano Valtulini | Blackflag Motorsport  | Kawasaki ZX-6R | 6    | 24º     |
| 83 | Lachlan Epis      | MPM Routz Racing      | Yamaha YZF R6  | 4    | 19º     |
| 56 | Péter Sebestyén   | Oxxo Yamaha Team Toth | Yamaha YZF R6  | 3    | 8º      |

### Supersport Gara 2

#### Arrivati al traguardo
| Pos. | Nº | Pilota                  | Squadra                       | Motocicletta     | Giri | Tempo     | Griglia | Punti |
| ---- | -- | ----------------------- | ----------------------------- | ---------------- | ---- | --------- | ------- | ----- |
| 1º   | 55 | Andrea Locatelli        | Bardahl Evan Bros.            | Yamaha YZF R6    | 15   | 28'42.501 | 1º      | 25    |
| 2º   | 16 | Jules Cluzel            | GMT94 Yamaha                  | Yamaha YZF R6    | 15   | +2.190    | 4º      | 20    |
| 3º   | 3  | Raffaele De Rosa        | MV Agusta Reparto Corse       | MV Agusta F3 675 | 15   | +2.479    | 6º      | 16    |
| 4º   | 44 | Lucas Mahias            | Kawasaki Puccetti Racing      | Kawasaki ZX-6R   | 15   | +2.925    | 3º      | 13    |
| 5º   | 5  | Philipp Öttl            | Kawasaki Puccetti Racing      | Kawasaki ZX-6R   | 15   | +7.393    | 2º      | 11    |
| 6º   | 32 | Isaac Viñales           | Kallio Racing                 | Yamaha YZF R6    | 15   | +9.981    | 7º      | 10    |
| 7º   | 94 | Corentin Perolari       | GMT94 Yamaha                  | Yamaha YZF R6    | 15   | +17.810   | 11º     | 9     |
| 8º   | 4  | Steven Odendaal         | EAB Ten Kate Racing           | Yamaha YZF R6    | 15   | +17.820   | 8º      | 8     |
| 9º   | 99 | Danny Webb              | WRP Wepol Racing              | Yamaha YZF R6    | 15   | +19.156   | 13º     | 7     |
| 10º  | 81 | Manuel González         | Kawasaki ParkinGO             | Kawasaki ZX-6R   | 15   | +19.167   | 10º     | 6     |
| 11º  | 56 | Péter Sebestyén         | Oxxo Yamaha Team Toth         | Yamaha YZF R6    | 15   | +19.173   | 9º      | 5     |
| 12º  | 22 | Federico Fuligni        | MV Agusta Reparto Corse       | MV Agusta F3 675 | 15   | +19.513   | 14º     | 4     |
| 13º  | 61 | Can Öncü                | Turkish Racing                | Kawasaki ZX-6R   | 15   | +21.739   | 12º     | 3     |
| 14º  | 12 | Alejandro Ruiz Carranza | Emperador Racing              | Yamaha YZF R6    | 15   | +30.690   | 15º     | 2     |
| 15º  | 78 | Hikari Ōkubo            | Dynavolt Honda                | Honda CBR600RR   | 15   | +33.792   | 17º     | 1     |
| 16º  | 43 | Stefano Valtulini       | Blackflag Motorsport          | Kawasaki ZX-6R   | 15   | +40.752   | 25º     |       |
| 17º  | 84 | Loris Cresson           | Oxxo Yamaha Team Toth         | Yamaha YZF R6    | 15   | +43.033   | 22º     |       |
| 18º  | 52 | Patrick Hobelsberger    | Dynavolt Honda                | Honda CBR600RR   | 15   | +47.477   | 18º     |       |
| 19º  | 25 | Andy Verdoïa            | bLU cRU WorldSSP by MS Racing | Yamaha YZF R6    | 15   | +49.918   | 24º     |       |
| 20º  | 6  | María Herrera           | Altogoo Racing                | Yamaha YZF R6    | 15   | +49.950   | 21º     |       |
| 21º  | 9  | Galang Hendra Pratama   | bLU cRU WorldSSP by MS Racing | Yamaha YZF R6    | 15   | +50.089   | 20º     |       |
| 22º  | 2  | Luigi Montella          | DK Motorsport                 | Yamaha YZF R6    | 15   | +1'04.794 | 23º     |       |

#### Ritirati
| Nº | Pilota        | Squadra                    | Motocicletta  | Giri | Griglia |
| -- | ------------- | -------------------------- | ------------- | ---- | ------- |
| 83 | Lachlan Epis  | MPM Routz Racing           | Yamaha YZF R6 | 2    | 19º     |
| 47 | Axel Bassani  | Soradis Yamaha Motoxracing | Yamaha YZF R6 | 0    | 16º     |
| 38 | Hannes Soomer | Kallio Racing              | Yamaha YZF R6 | 0    | 5º      |

### Supersport 300 gara 1

#### Arrivati al traguardo
| Pos. | Nº | Pilota               | Squadra                                | Motocicletta       | Giri | Tempo     | Griglia | Punti |
| ---- | -- | -------------------- | -------------------------------------- | ------------------ | ---- | --------- | ------- | ----- |
| 1º   | 6  | Jeffrey Buis         | MTM Kawasaki Motoport                  | Kawasaki Ninja 400 | 10   | 21'21.216 | 1º      | 25    |
| 2º   | 11 | Ana Carrasco         | Kawasaki Provec WorldSSP300            | Kawasaki Ninja 400 | 10   | +6.870    | 12º     | 20    |
| 3º   | 8  | Mika Pérez           | Prodina Ircos                          | Kawasaki Ninja 400 | 10   | +6.895    | 7º      | 16    |
| 4º   | 64 | Hugo De Cancellis    | Team TRASIMENO                         | Yamaha YZF-R3      | 10   | +7.000    | 20º     | 13    |
| 5º   | 69 | Tom Booth-Amos       | RT Motorsports by SKM - Kawasaki       | Kawasaki Ninja 400 | 10   | +7.282    | 11º     | 11    |
| 6º   | 10 | Unai Orradre         | Yamaha MS Racing                       | Yamaha YZF-R3      | 10   | +7.488    | 5º      | 10    |
| 7º   | 88 | Bruno Ieraci         | Kawasaki GP Project                    | Kawasaki Ninja 400 | 10   | +7.582    | 4º      | 9     |
| 8º   | 83 | Meikon Kawakami      | Brasil AD 78                           | Yamaha YZF-R3      | 10   | +7.949    | 3º      | 8     |
| 9º   | 25 | Alan Kroh            | Yamaha MS Racing                       | Yamaha YZF-R3      | 10   | +8.182    | 28º     | 8     |
| 10º  | 58 | Iñigo Iglesias Bravo | Scuderia Maranga Racing                | Kawasaki Ninja 400 | 10   | +8.552    | 10º     | 6     |
| 11º  | 99 | Adrián Huertas       | ProGP Racing                           | Yamaha YZF-R3      | 10   | +16.476   | 18º     | 5     |
| 12º  | 15 | Alfonso Coppola      | Kawasaki GP Project                    | Kawasaki Ninja 400 | 10   | +16.644   | 17º     | 4     |
| 13º  | 52 | Oliver König         | MOVISIO by Freudenberg Jr Team         | Kawasaki Ninja 400 | 10   | +16.700   | 33º     | 3     |
| 14º  | 22 | Mykyta Kalinin       | Battley-RT Motorsports by SKM-Kawasaki | Kawasaki Ninja 400 | 10   | +16.730   | 22º     | 2     |
| 15º  | 2  | Alejandro Carrión    | ACCR Smrz Racing by Blue Garage        | Kawasaki Ninja 400 | 10   | +19.995   | 29º     | 1     |
| 16º  | 26 | Mirko Gennai         | BrCorse                                | Yamaha YZF-R3      | 10   | +20.045   | 31º     |       |
| 17º  | 27 | Filippo Rovelli      | Kawasaki ParkinGO                      | Kawasaki Ninja 400 | 10   | +22.073   | 15º     |       |
| 18º  | 14 | Enzo De La Vega      | Machado Came SBK                       | Yamaha YZF-R3      | 10   | +22.132   | 21º     |       |
| 19º  | 30 | Glenn van Straalen   | EAB Ten Kate Racing                    | Yamaha YZF-R3      | 10   | +22.245   | 32º     |       |
| 20º  | 33 | Oscar Nunez Roldan   | Scuderia Maranga Racing                | Kawasaki Ninja 400 | 10   | +53.345   | 26º     |       |
| 21º  | 72 | Alvaro Diaz          | Biblion Motoxracing Yamaha             | Yamaha YZF-R3      | 10   | +1'26.699 | 34º     |       |

#### Ritirati
| Nº | Pilota                 | Squadra                    | Motocicletta       | Giri | Griglia |
| -- | ---------------------- | -------------------------- | ------------------ | ---- | ------- |
| 95 | Scott Deroue           | MTM Kawasaki Motoport      | Kawasaki Ninja 400 | 9    | 9º      |
| 54 | Bahattin Sofuoğlu      | Biblion Motoxracing Yamaha | Yamaha YZF-R3      | 7    | 23º     |
| 71 | Tom Edwards            | Kawasaki ParkinGO          | Kawasaki Ninja 400 | 6    | 19º     |
| 84 | Kim Aloisi             | Biblion Motoxracing Yamaha | Yamaha YZF-R3      | 3    | 25º     |
| 87 | Eliton Gohara Kawakami | Yamaha MS Racing           | Yamaha YZF-R3      | 1    | 2º      |
| 98 | Tom Berçot             | ProGP Racing               | Yamaha YZF-R3      | 1    | 8º      |
| 85 | Kevin Sabatucci        | Kawasaki GP Project        | Kawasaki Ninja 400 | 1    | 13º     |
| 61 | Yuta Okaya             | MTM Kawasaki Motoport      | Kawasaki Ninja 400 | 1    | 14º     |
| 80 | Gabriele Mastroluca    | MTM Kawasaki Motoport      | Kawasaki Ninja 400 | 0    | 35º     |
| 45 | Felipe Macan           | Team Brasil AD 78          | Yamaha YZF-R3      | 0    | 30º     |
| 23 | Sylvain Markarian      | Yamaha MS Racing           | Yamaha YZF-R3      | 0    | 27º     |

#### Squalificati
| Nº | Pilota           | Squadra                        | Motocicletta       | Giri | Tempo   | Griglia |
| -- | ---------------- | ------------------------------ | ------------------ | ---- | ------- | ------- |
| 19 | Víctor Rodríguez | 2R Racing                      | Yamaha YZF-R3      | 10   | +7.704  | 16º     |
| 48 | Thomas Brianti   | Prodina Ircos Team WorldSSP300 | Kawasaki Ninja 400 | 10   | +8.125  | 6º      |
| 7  | Johan Gimbert    | GP Project                     | Kawasaki Ninja 400 | 10   | +20.710 | 24º     |

### Supersport 300 gara 2

#### Arrivati al traguardo
| Pos. | Nº | Pilota                 | Squadra                                | Motocicletta       | Giri | Tempo     | Griglia | Punti |
| ---- | -- | ---------------------- | -------------------------------------- | ------------------ | ---- | --------- | ------- | ----- |
| 1º   | 6  | Jeffrey Buis           | MTM Kawasaki Motoport                  | Kawasaki Ninja 400 | 10   | 21'15.412 | 1º      | 25    |
| 2º   | 95 | Scott Deroue           | MTM Kawasaki Motoport                  | Kawasaki Ninja 400 | 10   | +0.214    | 9º      | 20    |
| 3º   | 10 | Unai Orradre           | Yamaha MS Racing                       | Yamaha YZF-R3      | 10   | +0.592    | 5º      | 16    |
| 4º   | 83 | Meikon Kawakami        | Brasil AD 78                           | Yamaha YZF-R3      | 10   | +0.632    | 3º      | 13    |
| 5º   | 11 | Ana Carrasco           | Kawasaki Provec WorldSSP300            | Kawasaki Ninja 400 | 10   | +0.906    | 12º     | 11    |
| 6º   | 88 | Bruno Ieraci           | Kawasaki GP Project                    | Kawasaki Ninja 400 | 10   | +1.307    | 4º      | 10    |
| 7º   | 87 | Eliton Gohara Kawakami | Yamaha MS Racing                       | Yamaha YZF-R3      | 10   | +2.154    | 2º      | 9     |
| 8º   | 17 | Koen Meuffels          | MTM Kawasaki Motoport                  | Kawasaki Ninja 400 | 10   | +12.149   | 35º     | 8     |
| 9º   | 64 | Hugo De Cancellis      | Team TRASIMENO                         | Yamaha YZF-R3      | 10   | +12.491   | 21º     | 7     |
| 10º  | 30 | Glenn van Straalen     | EAB Ten Kate Racing                    | Yamaha YZF-R3      | 10   | +12.531   | 32º     | 6     |
| 11º  | 85 | Kevin Sabatucci        | Kawasaki GP Project                    | Kawasaki Ninja 400 | 10   | +13.015   | 14º     | 5     |
| 12º  | 27 | Filippo Rovelli        | Kawasaki ParkinGO                      | Kawasaki Ninja 400 | 10   | +13.054   | 16º     | 4     |
| 13º  | 22 | Mykyta Kalinin         | Battley-RT Motorsports by SKM-Kawasaki | Kawasaki Ninja 400 | 10   | +16.930   | 24º     | 3     |
| 14º  | 25 | Alan Kroh              | Yamaha MS Racing                       | Yamaha YZF-R3      | 10   | +19.490   | 30º     | 2     |
| 14º  | 84 | Kim Aloisi             | Biblion Motoxracing Yamaha             | Yamaha YZF-R3      | 10   | +19.512   | 26º     | 1     |
| 16º  | 52 | Oliver König           | MOVISIO by Freudenberg Jr Team         | Kawasaki Ninja 400 | 10   | +20.027   | 27º     |       |
| 17º  | 14 | Enzo De La Vega        | Machado Came SBK                       | Yamaha YZF-R3      | 10   | +20.335   | 22º     |       |
| 18º  | 2  | Alejandro Carrión      | ACCR Smrz Racing by Blue Garage        | Kawasaki Ninja 400 | 10   | +20.365   | 23º     |       |
| 19º  | 15 | Alfonso Coppola        | Kawasaki GP Project                    | Kawasaki Ninja 400 | 10   | +20.381   | 19º     |       |
| 20º  | 98 | Tom Berçot             | ProGP Racing                           | Yamaha YZF-R3      | 10   | +20.382   | 8º      |       |
| 21º  | 26 | Mirko Gennai           | BrCorse                                | Yamaha YZF-R3      | 10   | +20.427   | 31º     |       |
| 22º  | 72 | Alvaro Diaz            | Biblion Motoxracing Yamaha             | Yamaha YZF-R3      | 10   | +23.083   | 33º     |       |
| 23º  | 80 | Gabriele Mastroluca    | MTM Kawasaki Motoport                  | Kawasaki Ninja 400 | 10   | +27.184   | 34º     |       |
| 23º  | 8  | Mika Pérez             | Prodina Ircos                          | Kawasaki Ninja 400 | 10   | +33.565   | 7º      |       |
| 25º  | 58 | Iñigo Iglesias Bravo   | Scuderia Maranga Racing                | Kawasaki Ninja 400 | 10   | +1'15.041 | 10º     |       |

#### Ritirati
| Nº | Pilota             | Squadra                          | Motocicletta       | Giri | Griglia |
| -- | ------------------ | -------------------------------- | ------------------ | ---- | ------- |
| 23 | Sylvain Markarian  | Yamaha MS Racing                 | Yamaha YZF-R3      | 9    | 29º     |
| 54 | Bahattin Sofuoğlu  | Biblion Motoxracing Yamaha       | Yamaha YZF-R3      | 5    | 17º     |
| 69 | Tom Booth-Amos     | RT Motorsports by SKM - Kawasaki | Kawasaki Ninja 400 | 5    | 11º     |
| 99 | Adrián Huertas     | ProGP Racing                     | Yamaha YZF-R3      | 5    | 12º     |
| 71 | Tom Edwards        | Kawasaki ParkinGO                | Kawasaki Ninja 400 | 3    | 20º     |
| 33 | Oscar Nunez Roldan | Scuderia Maranga Racing          | Kawasaki Ninja 400 | 3    | 28º     |
| 61 | Yuta Okaya         | MTM Kawasaki Motoport            | Kawasaki Ninja 400 | 2    | 15º     |

#### Non Partito
| Nº | Pilota       | Squadra           | Motocicletta  |
| -- | ------------ | ----------------- | ------------- |
| 45 | Felipe Macan | Team Brasil AD 78 | Yamaha YZF-R3 |

#### Squalificati
| Nº | Pilota           | Squadra                        | Motocicletta       | Giri | Tempo   | Griglia |
| -- | ---------------- | ------------------------------ | ------------------ | ---- | ------- | ------- |
| 19 | Víctor Rodríguez | 2R Racing                      | Yamaha YZF-R3      | 10   | +12.490 | 18º     |
| 48 | Thomas Brianti   | Prodina Ircos Team WorldSSP300 | Kawasaki Ninja 400 | 10   | +0.146  | 6º      |
| 7  | Johan Gimbert    | GP Project                     | Kawasaki Ninja 400 | 2    | +8 giri | 25º     |